# Macropsis stigmatipennis
Macropsis stigmatipennis är en insektsart som beskrevs av Matsumura 1912. Macropsis stigmatipennis ingår i släktet Macropsis och familjen dvärgstritar. Inga underarter finns listade i Catalogue of Life.